# دانيل ناغي
دانيل ناغي (بالمجرية: Nagy Dániel)‏ هو لاعب كرة قدم مجري، ولد في 22 نوفمبر 1984 في سيكشفهيرفار في المجر. لعب مع نادي فاساس ونادي مول فيدي.

## وصلات خارجية
- دانيل ناغي على موقع قاعدة بيانات كرة القدم.إي يو (الإنجليزية)
- دانيل ناغي على موقع Soccerway.com (الإنجليزية)